# Éditions Lumen
 (juillet 2021).
La mise en forme du texte ne suit pas les recommandations de Wikipédia : il faut le « wikifier ».
Les points d'amélioration suivants sont les cas les plus fréquents :
- Les titres sont pré-formatés par le logiciel. Ils ne sont ni en capitales, ni en gras.
- Le texte ne doit pas être écrit en capitales (les noms de famille non plus), ni en gras, ni en italique, ni en « petit »…
- Le gras n'est utilisé que pour surligner le titre de l'article dans l'introduction, une seule fois.
- L'italique est rarement utilisé : mots en langue étrangère, titres d'œuvres, noms de bateaux, etc.
- Les citations ne sont pas en italique mais en corps de texte normal. Elles sont entourées par des guillemets français : « et ».
- Les listes à puces sont à éviter, des paragraphes rédigés étant largement préférés. Les tableaux sont à réserver à la présentation de données structurées (résultats, etc.).
- Les appels de note de bas de page (petits chiffres en exposant, introduits par l'outil «  Source ») sont à placer entre la fin de phrase et le point final[comme ça].
- Les liens internes (vers d'autres articles de Wikipédia) sont à choisir avec parcimonie. Créez des liens vers des articles approfondissant le sujet. Les termes génériques sans rapport avec le sujet sont à éviter, ainsi que les répétitions de liens vers un même terme.
- Les liens externes sont à placer uniquement dans une section « Liens externes », à la fin de l'article. Ces liens sont à choisir avec parcimonie suivant les règles définies. Si un lien sert de source à l'article, son insertion dans le texte est à faire par les notes de bas de page.
- La présentation des références doit suivre les conventions bibliographiques. Il est recommandé d'utiliser les modèles {{Ouvrage}}, {{Chapitre}}, {{Article}}, {{Lien web}} et/ou {{Bibliographie}}. Le mode d'édition visuel peut mettre en forme automatiquement les références.
- Insérer une infobox (cadre d'informations à droite) n'est pas obligatoire pour parachever la mise en page.

Pour une aide détaillée, merci de consulter Aide:Wikification.
Si vous pensez que ces points ont été résolus, vous pouvez retirer ce bandeau et améliorer la mise en forme d'un autre article.
Lumen est une maison d'édition française spécialisée dans les romans jeunesse, ado et jeunes adultes.

## Historique
Lumen est fondée en 2014 par Cécile Pournin. Les deux premiers titres en librairie sont Wizards de Diane Duane et Dualed d'Elsie Chapman. La maison d'édition base alors sa ligne éditoriale sur la notion de divertissement et publie exclusivement des traductions (de l'anglais et du japonais). Les romans s'adressent prioritairement aux adolescents et jeunes adultes, mais certaines séries sont accessibles dès 9 ans. Les livres sont proposés en grand format. En 2014, Lumen lance sa série-phare Gardiens des Cités perdues de l'Américaine Shannon Messenger. Cette année-là est marquée aussi par la publication du light novel King's Game de Nobuaki Kanazawa et par la novélisation Final Fantasy VII - On the Way to a Smile.
Lumen fait partie du groupe d'édition AC Media, au même titre que Ki-oon (lancé en 2003) et Mana Books (lancé en 2017).
Après avoir publié essentiellement des titres de l'imaginaire, Lumen s'essaie aux romans réalistes avec la publication de The Memory Book de Lara Avery en 2016.
En 2017, Lumen commence à publier les romans de V. E. Schwab avec la série Shades of Magic. La série Evil (Vicious et Vengeful) ainsi que la trilogie Cassidy Blake suivront en 2019 et 2020.
En 2019, la maison d'édition publie deux romans issus de la franchise à succès Stranger Things : Stranger Things - Suspicious Minds de Gwenda Bond et Stranger Things - Darkness on the Edge of Town d'Adam Christopher. Cette double publication marque aussi, avec la parution de Vicious de V. E. Schwab la même année, les débuts de Lumen en littérature adulte. Fin 2019, le groupe AC Media (dont Lumen) reçoit le prix de l'éditeur de l'année décerné par Livres Hebdo.
En 2021, Disney annonce un projet d'adaptation de la série Gardiens des Cités perdues publiée par Lumen.
En 2021, Lumen publie le best-seller américain international La Vie invisible d'Addie Larue (The invisible Life of Addie Larue) de V. E. Schwab, étendant ainsi sa ligne à destination de lecteurs plus âgés.
En 2021, Lumen est le 17e éditeur jeunesse grand format français.
En septembre 2021, Lumen publie leur première romance LGBT, My Dear F***ing Prince (Red, White & Royal Blue) de Casey McQuiston. En 2022, il publient le deuxième roman de cette autrice, One Last Stop.
En 2022, Lumen édite le premier tome des Carnets de l'apothicaire de Natsu Hyūga, série de Light novel à succès, dont seul le premier tome de la version française est un volume double (regroupant les tome 1 et 2 de l'édition japonaise originel), créant un décalage dans la numérotation. 